# Beerdigungs Lauten
Beerdigungs Lauten — популярная в 1990-х армянская дэт-метал-группа. Существовала с 1993 по 2004 годы.

## История
История группы началась в 1993 году. Под влиянием таких групп, как Napalm Death, Cannibal Corpse, Morbid Angel, Pungent Stench, Disharmonic Orchestra, Atrocity, Righteous Pigs и т. д. решили сыграть жестокую, очень необычную для Армении музыку. Несколько местных металл-групп играли трэш и хеви-метал. Будущие участники Beerdigungs Lauten (Doom и Festerdead) были вовлечены в трэш-группу под названием Demon Spirit, которую называли армянской копией Slayer. После нескольких неудачных попыток, чтобы играть более брутальную музыку, они приняли решение оставить «Demon Spirit» и основать собственную группу, и начали искать музыкантов. Метал-сцена в Армении в ту пору начала сильно развиваться, и было много музыкантов, желающих играть в группе, но мало кто из профессионалов хотел играть в дэт-метал-проектах. Работа началась. Прежде всего участники хотели найти студию для репетиций. Это было нелегко, потому что Армения была в трудных условиях: не было электричества, страна вела боевые действия в Карабахе, блокада и т. д. В то же время они создавали песни в домашних условиях без барабанов и пытались найти хотя бы басиста. Найти второго гитариста был довольно трудным. Но вскоре Тимур присоединился к группе в качестве второго гитариста. Он также пристрастился к дэт-метал, но его пребывание в группе было не долго. Затем родилась идея пригласить Dowen играть на басу. Dowen и Festerdead играли вместе раньше в краткосрочной проекте «Aggel» в течение 4 месяцев. Позже, в 1995 году, гитарист Труш, который также принимал участие в «Aggel», присоединились Beerdigungs Lauten. Так было уже трое. После группа арендовала место для репетиций в научном учреждении (Armgiprodor), который находился за пределами Еревана. Это было осенью 1993 года. Зимой был мертвый период, из-за отсутствия электричества, транспорта. Весной 1994 года группа получила отличные предложения. Другая армянская группа Dumbarton Oaks предоставила репетиционную студию в Ереване, но без записывающего оборудования. Участники группы вскоре решили проблемы с оборудованием, и начали использовать их комнате. Через два месяца был записан материал для первого альбома «Slay the close of yours». В 1994-м существовали только две студии звукозаписи в Ереване, и они решили выбрать студию «Ardzagank», где группа имела знакомых, хотя у другой студии — «Asparez» — было более совершенное оборудование. Демо состоит из трех песен — «Slay the close of yours», «Psychosis/Paroxysm» и «With God’s help». После группу пригласили сыграть на популярную в то время телепрограмму «Барев» — это было их первое появление на телевидении. Несколько лет спустя группа пригласила Dramber из «Dumbarton Oaks» играть на гитаре, потому что Doom решил сосредоточиться только на вокале. После 1995 года была малоактивна. Последний раз группа вышла на сцену в 2004 году, отыграв концерт в Ереване.

## Состав
- Edgar Petrosyan — ударные
- Dowen — бас
- Dramber — гитары
- Ven — гитары
- Doom — вокал, гитары

## Дискография
- 1994 — Slay The Close Of Your